# Championnat d'Europe de rugby à XV 2017-2018
Navigation
Championnat 2016-2017 Championnat 2018-2019
Le championnat d'Europe de rugby à XV 2017-2018 (désigné en anglais sous le terme de International championships) est une compétition qui réunit les nations membres de Rugby Europe ne participant pas au Tournoi des Six Nations. 35 nations sont réparties en cinq divisions.
Le classement du Championship (1ère division) sert aussi de support pour les Qualifications de la zone Europe pour la Coupe du monde de rugby à XV 2019.

## Équipes engagées
| Équipe    | Édition 2016-2017      |
| --------- | ---------------------- |
| Roumanie  | Vainqueur Championship |
| Géorgie   | 2e Championship        |
| Espagne   | 3e Championship        |
| Russie    | 4e Championship        |
| Allemagne | 5e Championship        |
| Belgique  | 6e Championship        |

| Équipe             | Édition 2016-2017           |
| ------------------ | --------------------------- |
| Portugal           | Vainqueur Trophy            |
| Pays-Bas           | 2e Trophy                   |
| Suisse             | 3e Trophy                   |
| Pologne            | 4e Trophy                   |
| Moldavie           | 5e Trophy                   |
| République tchèque | Vainqueur Conférence 1 Nord |

| Équipe   | Édition 2016-2017           |
| -------- | --------------------------- |
| Ukraine  | 6e Trophy                   |
| Lituanie | 2e Conférence 1 Nord        |
| Lettonie | 3e Conférence 1 Nord        |
| Suède    | 4e Conférence 1 Nord        |
| Hongrie  | Vainqueur Conférence 2 Nord |

| Équipe             | Édition 2016-2017          |
| ------------------ | -------------------------- |
| Malte              | Vainqueur Conférence 1 Sud |
| Israël             | 2e Conférence 1 Sud        |
| Croatie            | 3e Conférence 1 Sud        |
| Andorre            | 4e Conférence 1 Sud        |
| Bosnie-Herzégovine | Vainqueur Conférence 2 Sud |

| Équipe     | Édition 2016-2017    |
| ---------- | -------------------- |
| Luxembourg | 5e Conférence 1 Nord |
| Danemark   | 2e Conférence 2 Nord |
| Norvège    | 3e Conférence 2 Nord |
| Finlande   | 4e Conférence 2 Nord |
| Estonie    | 5e Conférence 2 Nord |

| Équipe    | Édition 2016-2017       |
| --------- | ----------------------- |
| Chypre    | 5e Conférence 1 Sud     |
| Autriche  | 2e Conférence 2 Sud     |
| Slovénie  | 3e Conférence 2 Sud     |
| Serbie    | 4e Conférence 2 Sud     |
| Slovaquie | Vainqueur Développement |

| Équipe     | Édition 2016-2017   |
| ---------- | ------------------- |
| Turquie    | 5e Conférence 2 Sud |
| Monténégro | 2e Développement    |
| Bulgarie   | 3e Développement    |

## Règlement
Le règlement est le même pour la deuxième saison d'affilée.

### Attribution des points
- Le système d'attribution des points est le suivant :
  - Vainqueur du match : 4 points
  - Match nul : 2 points
  - Perdant du match : 0 points
  - 3 essais de plus minimum par rapport à l'adversaire : 1 point (bonus offensif)
  - Match perdu de 7 points ou moins : 1 point (bonus défensif)
  - Grand Chelem : 1 point[2]

### Départage des équipes
- En cas d'égalité, les critères suivants départagent les équipes :

1. Points de match lors des confrontations directes
2. Plus grand nombre de points inscrits lors des confrontations directes
3. Plus grand nombre d’essais inscrits lors des confrontations directes
4. Différence de points générale
5. Plus grand nombre d’essais dans toutes les rencontres de la poule
6. Plus grand nombre de points dans toutes les rencontres de la poule[2]

### Promotions et relégations
- Le dernier du Championship affronte à domicile en barrage le vainqueur du Trophy.
- Le dernier du Trophy est relégué en conférence 1.
- Les vainqueurs des conférences 1 s'affrontent en barrages pour monter en Trophy sur le terrain de l'équipe qui a pris le plus de points lors de ses matchs de poule.
- Le dernier de chaque conférence 1 est relégué en conférence 2.
- Le vainqueur de chaque conférence 2 est promu en conférence 1.
- Le plus mauvais dernier de conférence 2 est relégué en Développement.
- Le vainqueur du Développement est promu en conférence 2[2].

## Championship

### Classement
| Rang | Pays         | J | V | N | D | Bo | Bd | Pm  | Pe  | Diff | Pts  |
| ---- | ------------ | - | - | - | - | -- | -- | --- | --- | ---- | ---- |
| 1    | Géorgie      | 5 | 5 | 0 | 0 | 3  | 0  | 188 | 35  | +153 | 24   |
| 2    | Russie       | 5 | 2 | 0 | 3 | 2  | 1  | 142 | 84  | +58  | 11   |
| 3    | Allemagne    | 5 | 0 | 0 | 5 | 0  | 0  | 34  | 359 | -325 | 0    |
| 4    | Belgique     | 5 | 2 | 0 | 3 | 1  | 0  | 106 | 182 | -76  | -1¹  |
| 5    | Espagne      | 5 | 3 | 0 | 2 | 1  | 0  | 146 | 74  | +72  | -7¹  |
| 6    | Roumanie (T) | 5 | 3 | 0 | 2 | 2  | 0  | 198 | 80  | +118 | -11¹ |

|  | Vainqueur du Championship (no 1).                    |
|  | Barrage promotion/relégation en Championship (no 6). |
|  | T : tenant du titre 2017                             |

¹ La Roumaine a 25 points de pénalité pour avoir disputé des matches avec des joueurs non qualifiés. Pour la même raison, l'Espagne et la Belgique ont respectivement 20 et 10 points de pénalité.
Le premier, hors Géorgie déjà qualifiée, se qualifie directement pour la phase finale de la Coupe du monde de rugby à XV 2019.
Le deuxième, hors Géorgie déjà qualifiée, dispute le quatrième tour des Qualifications de la zone Europe pour la Coupe du monde de rugby à XV 2019.
À la suite des « incidents » ayant marqué la rencontre entre la Belgique et l’Espagne d'une part (faisant suite à la nomination par Rugby Europe d'un trio arbitral roumain alors que l'équipe de Roumanie dépendait de cette rencontre, et aux réserves exprimées par l’Espagne concernée par la qualification sur cette désignation), et d'autre part à une réclamation de la Fédération russe concernant l'éligibilité de certains joueurs roumains ayant disputé des rencontres de ce championnat, le Comité des litiges nommé par World Rugby a rendu sa décision le 15 mai 2018 : « La Belgique, l'Espagne et la Roumanie ayant aligné cinq joueurs inéligibles, chacune de ces équipes se voit déduire cinq points de championnat pour chaque match auquel un ou plusieurs joueurs inéligibles ont participé » (déduction de 40 points pour l'Espagne et une déduction de 30 points pour la Belgique et la Roumanie). « Par conséquent, sur la base d'un nouveau décompte dans les classements du Championnat d'Europe dans le cadre des qualifications à la Coupe du Monde de Rugby 2019, la Russie se qualifiera en tant que Europe 1 dans la Poule A en remplacement de la Roumanie et l'Allemagne remplacera l'Espagne dans le barrage européen contre le Portugal » .
À la suite des appels déposés par la Roumanie et l’Espagne, cette décision a été confirmée la Commission d'appel le 6 juin 2018. « Conformément aux règlements de World Rugby, la décision de la Commission d’Appel indépendante est irrévocable et exécutoire sans autre droit d’appel. »

### Résultats détaillés

#### Tableau des résultats
| Pays      | ALL   | BEL   | ESP   | GEO  | ROU   | RUS   |
| --------- | ----- | ----- | ----- | ---- | ----- | ----- |
| Allemagne |       |       |       | 0-64 |       | 3-57  |
| Belgique  | 69-15 |       | 18-10 |      |       |       |
| Espagne   | 84-10 |       |       |      | 22-10 |       |
| Géorgie   |       | 47-0  | 23-10 |      | 25-16 |       |
| Roumanie  | 85-6  | 62-12 |       |      |       | 25-15 |
| Russie    |       | 48-7  | 13-20 | 9-29 |       |       |

|  | Victoire à domicile |  | Match nul |  | Défaite à domicile |

#### Détail des résultats
| 10 février 2018 14h00 GET (UTC+4:00) | Géorgie | 47 - 0 (28-0) | Belgique | Aia Arena, Koutaïssi 4 900 spectateurs Arbitre : Marius Mitrea |
| 10 février 2018 14h00 GET (UTC+4:00) | Essai(s) : 7 Chilachava 9e ; Mamukashvili 16e Zhvania 26e ; Tsiklauri 40e+1 Pruidze 55e ; Todua 67e ; Sitchinava 79e Transformation(s) : 6/7 Tsiklauri 10e, 17e, 27e, 40e+2, 68e, 79e |               |          | Aia Arena, Koutaïssi 4 900 spectateurs Arbitre : Marius Mitrea |
| 10 février 2018 14h00 GET (UTC+4:00) | |               |          | Aia Arena, Koutaïssi 4 900 spectateurs Arbitre : Marius Mitrea |

| 10 février 15h00 MSK (UTC+3:00) | Russie                                                                                            | 13 - 20 (10-15) | Espagne | Stade Kouban, Krasnodar 11 500 spectateurs Arbitre : Frank Murphy |
| 10 février 15h00 MSK (UTC+3:00) | Essai(s) : Guerassimov 8e Transformation(s) : Kouchnariov 9e Pénalité(s) : 2 Kouchnariov 29e, 63e |                 | Essai(s) : 3 Rouet 25e, 31e ; Barthère 66e Transformation(s) : 1/3 Linklater 32e Pénalité(s) : Linklater 40e | Stade Kouban, Krasnodar 11 500 spectateurs Arbitre : Frank Murphy |
| 10 février 15h00 MSK (UTC+3:00) |                                                                                                   |                 | | Stade Kouban, Krasnodar 11 500 spectateurs Arbitre : Frank Murphy |

| 10 février 16h00 EET (UTC+02:00) | Roumanie | 85 - 6 (31-6) | Allemagne                       | Cluj Arena, Cluj-Napoca 1 500 spectateurs Arbitre : Max Burlet |
| 10 février 16h00 EET (UTC+02:00) | Essai(s) : 13 Fakaosilea 5e, 60e ; Lazăr 15e Tangimana 27e, 35e ; Macovei 40e, 69e Burcea 44e ; Kinikinilau 47e, 62e Dumitru 51e, Coste 73e ; Shennan 79e Transformation(s) : 10/13 8 Vlaicu 7e, 16e, 36e, 45e, 47e, 53e, 61e, 63e, Calafeteanu 74e, 80e |               | Pénalité(s) : 2 Menzel 18e, 31e | Cluj Arena, Cluj-Napoca 1 500 spectateurs Arbitre : Max Burlet |
| 10 février 16h00 EET (UTC+02:00) | |               |                                 | Cluj Arena, Cluj-Napoca 1 500 spectateurs Arbitre : Max Burlet |

| 17 février 2018 15h00 MSK (UTC+3:00) | Russie | 48 - 7 (19-0) | Belgique                                         | Stade Kouban, Krasnodar 6 000 spectateurs Arbitre : Iñigo Atorrasagasti |
| 17 février 2018 15h00 MSK (UTC+3:00) | Essai(s) : 7 Babaïev 7e ; Garbouzov 24e ; Gadjiev 39e Ielguine 56e, 71e ; Galinovski 65e ; Fedotko 74e Transformation(s) : 5/7 Kouchnariov 8e, 40e, 66e, 72e, 75e Pénalité(s) : Kouchnariov 52e |               | Essai(s) : Hart 47e Transformation(s) : Hart 48e | Stade Kouban, Krasnodar 6 000 spectateurs Arbitre : Iñigo Atorrasagasti |
| 17 février 2018 15h00 MSK (UTC+3:00) | |               |                                                  | Stade Kouban, Krasnodar 6 000 spectateurs Arbitre : Iñigo Atorrasagasti |

| 17 février 14h30 CET (UTC+1:00) | Allemagne | 0 - 64 (0-19) | Géorgie | Sparda-Bank-Hessen-Stadion, Offenbach-sur-le-Main 2 150 spectateurs Arbitre : Craig Evans |
| 17 février 14h30 CET (UTC+1:00) |           | Essai(s) : 10 Kveseladze10e, 62e, 76e ; Todua 15e Chilachava 28e ; Peikrishvili 49e Gachechiladze 59e ; Giorgadze 69e Zhvania 73e ; Khmaladze 80e Transformation(s) : 7/10 Tsiklauri 10e, 28e, 49e, 59e, 62e, 69e, 80e |         | Sparda-Bank-Hessen-Stadion, Offenbach-sur-le-Main 2 150 spectateurs Arbitre : Craig Evans |
| 17 février 14h30 CET (UTC+1:00) |           | |         | Sparda-Bank-Hessen-Stadion, Offenbach-sur-le-Main 2 150 spectateurs Arbitre : Craig Evans |

| 18 février 2018 12h50 CET (UTC+1:00) | Espagne                                                                          | 22 - 10 (13-3) | Roumanie                                                                                | Stade national complutense, Madrid 15 000 spectateurs Arbitre : Thomas Charabas |
| 18 février 2018 12h50 CET (UTC+1:00) | Essai(s) : 2 Auzqui 4e ; Ascarat 8e Pénalité(s) : 4 Linklater 21e, 46e, 62e, 71e |                | Essai(s) : Kinikinilau 77e Transformation(s) : Calafeteanu 77e Pénalité(s) : Vlaicu 13e | Stade national complutense, Madrid 15 000 spectateurs Arbitre : Thomas Charabas |
| 18 février 2018 12h50 CET (UTC+1:00) |                                                                                  |                |                                                                                         | Stade national complutense, Madrid 15 000 spectateurs Arbitre : Thomas Charabas |

| 3 mars 2018 18h00 GET (UTC+4:00) | Géorgie | 23 - 10 (9-3) | Espagne                                                                              | Stade Mikheil-Meskhi, Tbilissi 30 000 spectateurs Arbitre : Ian Davies |
| 3 mars 2018 18h00 GET (UTC+4:00) | Essai(s) : 3 de pénalité 54e ; Melikidze (80e+7) Transformation(s) : Matiashvili ( 80e+8 Pénalité(s) : 3 Matiashvili 10e, 28e, 40e |               | Essai(s) : Tauli 80e+4 Transformation(s) : Peluchon 80e+5 Pénalité(s) : Peluchon 34e | Stade Mikheil-Meskhi, Tbilissi 30 000 spectateurs Arbitre : Ian Davies |
| 3 mars 2018 18h00 GET (UTC+4:00) | |               |                                                                                      | Stade Mikheil-Meskhi, Tbilissi 30 000 spectateurs Arbitre : Ian Davies |

| 3 mars 16h00 EET (UTC+2:00) | Roumanie                                                                                               | 25 - 15 (10-8) | Russie | Cluj Arena, Cluj-Napoca 2 000 spectateurs Arbitre : Alexandre Ruiz |
| 3 mars 16h00 EET (UTC+2:00) | Essai(s) : 4 de pénalité 6e ; Shennan 49e Kinikinilau 74e ; Căpățână 79e Pénalité(s) : Calafeteanu 38e |                | Essai(s) : 2 Guerassimov 30e, Gaïssine 69e Transformation(s) : 1/2 Gaïssine 70e Pénalité(s) : Kouchnariov 35e | Cluj Arena, Cluj-Napoca 2 000 spectateurs Arbitre : Alexandre Ruiz |
| 3 mars 16h00 EET (UTC+2:00) | |                | | Cluj Arena, Cluj-Napoca 2 000 spectateurs Arbitre : Alexandre Ruiz |

| 3 mars 16h00 CET (UTC+1:00) | Belgique | 69 - 15 (43-3) | Allemagne                                                                                               | Centre sportif Nelson Mandela, Bruxelles 2 000 spectateurs Arbitre : Pierre Brousset |
| 3 mars 16h00 CET (UTC+1:00) | Essai(s) : 11 Wallraf 2e, 79e, Cocqu 8e ; de pénalité 14e Williams 17e ; Jadot 21e ; Torfs 26e, 54e Herenger 31e ; Hart 48e ; Vervoort 67e Transformation(s) : 6/11 Williams 8e, 27e, 32e, 51e, 68e, 80e |                | Essai(s) : 2 Listmann 65e ; Harris 76e Transformation(s) : Cameron-Dow 77e Pénalité(s) : Cameron-Dow 6e | Centre sportif Nelson Mandela, Bruxelles 2 000 spectateurs Arbitre : Pierre Brousset |
| 3 mars 16h00 CET (UTC+1:00) | |                | | Centre sportif Nelson Mandela, Bruxelles 2 000 spectateurs Arbitre : Pierre Brousset |

| 10 mars 2018 13h00 EET (UTC+2:00) | Roumanie | 62 - 12 (29-5) | Belgique                                                               | Stadionul municipal, Buzău 2 000 spectateurs Arbitre : Sam Grove-White |
| 10 mars 2018 13h00 EET (UTC+2:00) | Essai(s) : 9 de pénalité 11e, 43e, 74e ; Umaga 17e ; Burcea 23e ; Kuselo 28e, 51e Dumitru 54e ; Badiu 64e Transformation(s) : 3/9 Calafeteanu 24e ; Fercu 52e ; Vlaicu 64e Pénalité(s) : Calafeteanu 40e |                | Essai(s) : 2 Cocqu 37e ; Muric 75e Transformation(s) : 1/2 Vassart 76e | Stadionul municipal, Buzău 2 000 spectateurs Arbitre : Sam Grove-White |
| 10 mars 2018 13h00 EET (UTC+2:00) | |                |                                                                        | Stadionul municipal, Buzău 2 000 spectateurs Arbitre : Sam Grove-White |

| 10 mars 15h00MSK (UTC+3:00) | Russie                                    | 9 - 29 (9-7) | Géorgie | Stade Kouban, Krasnodar 3 000 spectateurs Arbitre : Anthony Woodthorpe |
| 10 mars 15h00MSK (UTC+3:00) | Pénalité(s) : 3 Kouchnariov 17e, 30e, 39e |              | Essai(s) : 4 Peikrishvili 25e ; Asieshvili 66e Gachechiladze 72e ; Kvirikashvili 76e Transformation(s) : 3 Matiashvili 26e, 67e, 73e Pénalité(s) : Matiashvili 48e | Stade Kouban, Krasnodar 3 000 spectateurs Arbitre : Anthony Woodthorpe |
| 10 mars 15h00MSK (UTC+3:00) |                                           |              | | Stade Kouban, Krasnodar 3 000 spectateurs Arbitre : Anthony Woodthorpe |

| 11 mars 2018 12h30 CET (UTC+01:00) | Espagne | 84 - 10 (39-0) | Allemagne                                                                 | Stade national Complutense, Madrid 15 753 spectateurs Arbitre : Marius Mitrea |
| 11 mars 2018 12h30 CET (UTC+01:00) | Essai(s) : 12 Barthère 13e ; Contardi 17e de pénalité 20e ; Bonan 27e, 64e Álvarez 33e ; Gibouin 41e López 49e, 68e, Visensang 55e Ascarat 76e ; Linklater 80e+4 Transformation(s) : 8/11 6 Peluchon 13e, 18e, 33e, 41e, 49e, 55e Linklater 68e, 80e+4 Pénalité(s) : 2 Peluchon 3e, 7e |                | Essai(s) : Hees 60e Transformation(s) : Koch 60e Pénalité(s) : Piosik 52e | Stade national Complutense, Madrid 15 753 spectateurs Arbitre : Marius Mitrea |
| 11 mars 2018 12h30 CET (UTC+01:00) | |                |                                                                           | Stade national Complutense, Madrid 15 753 spectateurs Arbitre : Marius Mitrea |

| 18 mars 2018 13h00 CET (UTC+1:00) | Belgique                                          | 18 - 10 (12-0) | Espagne                                                                          | Petit Heysel, Bruxelles 3 000 spectateurs Arbitre : Vlad Iordăchescu |
| 18 mars 2018 13h00 CET (UTC+1:00) | Pénalité(s) : 6 Hart 20e, 24e, 29e, 37e, 49e, 76e |                | Essai(s) : López 70e Transformation(s) : Peluchon 70e Pénalité(s) : Peluchon 74e | Petit Heysel, Bruxelles 3 000 spectateurs Arbitre : Vlad Iordăchescu |
| 18 mars 2018 13h00 CET (UTC+1:00) |                                                   |                |                                                                                  | Petit Heysel, Bruxelles 3 000 spectateurs Arbitre : Vlad Iordăchescu |

| 18 mars 16h00 GET (UTC+4:00) | Géorgie | 25 - 16 (10-6) | Roumanie                                                                                 | Stade Boris-Paichadze, Tbilissi 38 000 spectateurs Arbitre : Pierre Brousset |
| 18 mars 16h00 GET (UTC+4:00) | Essai(s) : 3 Lomidze 20e Sichinava 42e ; Asieshvili 69e Transformation(s) : 2/3 Matiashvili ; 21e, 43e Pénalité(s) : 2 Matiashvili ; 8e, 47e |                | Essai(s) : Radoi 78e Transformation(s) : Vlaicu 78e Pénalité(s) : 3 Vlaicu 11e, 37e, 60e | Stade Boris-Paichadze, Tbilissi 38 000 spectateurs Arbitre : Pierre Brousset |
| 18 mars 16h00 GET (UTC+4:00) | |                |                                                                                          | Stade Boris-Paichadze, Tbilissi 38 000 spectateurs Arbitre : Pierre Brousset |

| 18 mars 13h00 CET (UTC+1:00) | Allemagne                | 3 - 57 (3-33) | Russie | Sportpark Höhenberg, Cologne 2 600 spectateurs Arbitre : Ian Tempest |
| 18 mars 13h00 CET (UTC+1:00) | Pénalité(s) : Mueller 6e |               | Essai(s) : 9 Tsnobiladze 10e, 18e Roudoï 26e, 29e, 80e ; Krotov 32e Boudytchenko 49e ; Mikhaltsov 57e, 75e Transformation(s) : 6/9 Kouchnariov 11e, 26e, 30e, 34e, 50e, 58e | Sportpark Höhenberg, Cologne 2 600 spectateurs Arbitre : Ian Tempest |
| 18 mars 13h00 CET (UTC+1:00) |                          |               | | Sportpark Höhenberg, Cologne 2 600 spectateurs Arbitre : Ian Tempest |

## Trophy

### Classement
| Rang | Pays                   | J | V | N | D | Bo | Bd | Pm  | Pe  | Diff | Pts |
| ---- | ---------------------- | - | - | - | - | -- | -- | --- | --- | ---- | --- |
| 1    | Portugal (T)           | 5 | 5 | 0 | 0 | 2  | 0  | 168 | 76  | +92  | 23  |
| 2    | Pays-Bas               | 5 | 4 | 0 | 1 | 3  | 0  | 199 | 110 | +89  | 19  |
| 3    | République tchèque (P) | 5 | 3 | 0 | 2 | 0  | 0  | 93  | 120 | -27  | 12  |
| 4    | Suisse                 | 5 | 2 | 0 | 3 | 0  | 2  | 109 | 122 | -13  | 10  |
| 5    | Pologne                | 5 | 1 | 0 | 4 | 0  | 3  | 106 | 147 | -41  | 7   |
| 6    | Moldavie               | 5 | 0 | 0 | 5 | 0  | 1  | 58  | 158 | -100 | 1   |

|  | Vainqueur du Trophy et barrage promotion/relégation en Championship (no 1). |
|  | Relégation en Conférence 1 (no 6).                                          |
|  | P : promu en 2017 • T : tenant du titre 2017                                |

### Résultats détaillés

#### Tableau des résultats
| Pays               | MOL   | PAY   | POL   | POR   | SUI   | RTC   |
| ------------------ | ----- | ----- | ----- | ----- | ----- | ----- |
| Moldavie           |       | 7-59  |       | 10-29 | 20-22 |       |
| Pays-Bas           |       |       | 71-30 |       |       | 27-10 |
| Pologne            | 13-0  |       |       | 25-27 |       |       |
| Portugal           |       | 36-12 |       |       | 31-17 | 45-12 |
| Suisse             |       | 27-30 | 30-24 |       |       |       |
| République tchèque | 35-21 |       | 19-14 |       | 17-13 |       |

|  | Victoire à domicile |  | Match nul |  | Défaite à domicile |

#### Détail des résultats
| 28 octobre 2017 | République tchèque                                                        | 19 - 14 (6 - 3) | Pologne                                                           | Marketa Stadium, Prague 1 500 spectateurs Arbitre : Vlad Iordăchescu |
| 28 octobre 2017 | Essai(s) : Kucera (59e), Havel (70e) Pénalité(s) : Cizek 3 (4e, 23e, 50e) |                 | Essai(s) : Rajewski (45e) Pénalité(s) : Nowicki 3 (11e, 55e, 75e) | Marketa Stadium, Prague 1 500 spectateurs Arbitre : Vlad Iordăchescu |
| 28 octobre 2017 |                                                                           |                 |                                                                   | Marketa Stadium, Prague 1 500 spectateurs Arbitre : Vlad Iordăchescu |

| 11 novembre 2017 | Moldavie                                                 | 7 - 59 (7 - 26) | Pays-Bas | Complexul Sportiv Raional, Orhei 400 spectateurs Arbitre : Claudio Blessano |
| 11 novembre 2017 | Essai(s) : Moroşanu (31e) Transformation(s) : Adam (32e) |                 | Essai(s) : Wright (13e), Noorman 3 (20e, 68e, 80e), Visser (37e), McBride 2 (40e, 76e), Gascoigne 2 (46e, 50e) Transformation(s) : McBride 7 (14e, 21e, 38e, 50e, 69e, 77e, 80e) | Complexul Sportiv Raional, Orhei 400 spectateurs Arbitre : Claudio Blessano |
| 11 novembre 2017 |                                                          |                 | | Complexul Sportiv Raional, Orhei 400 spectateurs Arbitre : Claudio Blessano |

| 18 novembre 2017 | Pologne | 13 - 0 (10 - 0) | Moldavie | Stade municipal de Gdańsk, Gdańsk 3 000 spectateurs Arbitre : Paulo Duarte |
| 18 novembre 2017 | Essai(s) : Plichta (11e) Transformation(s) : Piotrowicz (12e) Pénalité(s) : Piotrowicz (3e), Szczepanski (68e) |                 |          | Stade municipal de Gdańsk, Gdańsk 3 000 spectateurs Arbitre : Paulo Duarte |
| 18 novembre 2017 | |                 |          | Stade municipal de Gdańsk, Gdańsk 3 000 spectateurs Arbitre : Paulo Duarte |

| 18 novembre 2017 | Suisse | 27 - 30 (8 - 24) | Pays-Bas | Stade municipal, Yverdon-les-Bains 2 000 spectateurs Arbitre : Iñigo Atorrasagasti |
| 18 novembre 2017 | Essai(s) : Heinrich (40e+2), Guyou (65e), Voegtli (69e), Wullschleger (75e) Transformation(s) : Perrod 2 (65e, 76e) Pénalité(s) : Perrod (12e) |                  | Essai(s) : Visser 2 (6e, 23e), Mol (33e) Transformation(s) : McBride 3 (7e, 24e, 34e) Pénalité(s) : McBride 3 (29e, 58e, 67e) | Stade municipal, Yverdon-les-Bains 2 000 spectateurs Arbitre : Iñigo Atorrasagasti |
| 18 novembre 2017 | |                  | | Stade municipal, Yverdon-les-Bains 2 000 spectateurs Arbitre : Iñigo Atorrasagasti |

| 18 novembre 2017 | Portugal | 45 - 12 (24 - 5) | République tchèque                                                   | Stade national du Jamor, Oeiras 1 000 spectateurs Arbitre : Christophe Ridley |
| 18 novembre 2017 | Essai(s) : Appleton 2 (4e, 63e), Lima (23e), Medeiros (38e), Monteiro (70e), Corte-Real (78e) Transformation(s) : Rodrigues 6 (5e, 24e, 39e, 63e, 71e, 78e) Pénalité(s) : Rodrigues (3e) |                  | Essai(s) : Kolarik (6e), Kent (66e) Transformation(s) : Kučera (67e) | Stade national du Jamor, Oeiras 1 000 spectateurs Arbitre : Christophe Ridley |
| 18 novembre 2017 | |                  |                                                                      | Stade national du Jamor, Oeiras 1 000 spectateurs Arbitre : Christophe Ridley |

| 25 novembre 2017 | Moldavie | 20 - 22 (8 - 15) | Suisse | Complexul Sportiv Raional, Orhei 300 spectateurs Arbitre : Nigel Correll |
| 25 novembre 2017 | Essai(s) : Cotruta (26e), Preguza (54e), Morosanu (72e) Transformation(s) : Adam (54e) Pénalité(s) : Adam (18e) |                  | Essai(s) : Heinrich (29e), Lin (40e), de pénalité (50e) Transformation(s) : Dimitri (40e) Pénalité(s) : Dimitri (2e) | Complexul Sportiv Raional, Orhei 300 spectateurs Arbitre : Nigel Correll |
| 25 novembre 2017 | |                  | | Complexul Sportiv Raional, Orhei 300 spectateurs Arbitre : Nigel Correll |

| 10 février 2018 | Portugal | 36 - 12 (24 - 0) | Pays-Bas                                                                 | Stade national du Jamor, Oeiras 1 500 spectateurs Arbitre : Sébastien Minery |
| 10 février 2018 | Essai(s) : Monteiro 2 (7e, 25e), Vassalo (35e), Cardoso Pinto (67e), Vieira (78e) Transformation(s) : Rodrigues 3 (8e, 26e, 35e), Guedes (78e) Pénalité(s) : Rodrigues (32e) |                  | Essai(s) : Visser (41e), Carroll (53e) Transformation(s) : Weersma (54e) | Stade national du Jamor, Oeiras 1 500 spectateurs Arbitre : Sébastien Minery |
| 10 février 2018 | |                  |                                                                          | Stade national du Jamor, Oeiras 1 500 spectateurs Arbitre : Sébastien Minery |

| 24 février 2018 | Portugal | 31 - 17 (3 - 17) | Suisse                                                                                                | Complexo Municipal de Atletismo, Setúbal 1 500 spectateurs Arbitre : Vlad Iordăchescu |
| 24 février 2018 | Essai(s) : Rodrigues 2 (53e, 80e+1), Valente (80e+4) Transformation(s) : Rodrigues (54e, 80e+2) Pénalité(s) : Rodrigues 4 (35e, 43e, 63e, 69e) |                  | Essai(s) : Porret 2 (18e, 40e+4) Transformation(s) : Perrod (19e, 40e+5) Pénalité(s) : Perrod (40e+2) | Complexo Municipal de Atletismo, Setúbal 1 500 spectateurs Arbitre : Vlad Iordăchescu |
| 24 février 2018 | |                  | | Complexo Municipal de Atletismo, Setúbal 1 500 spectateurs Arbitre : Vlad Iordăchescu |

| 3 mars 2018 | Pays-Bas | 71 - 30 (28 - 13) | Pologne | NRCA Stadium, Amsterdam 4 000 spectateurs Arbitre : Ludovic Cayre |
| 3 mars 2018 | Essai(s) : Wright (9e), A. Darlington (20e), Roovers (28e), van Vliet 2 (40e, 47e), Gascoigne (43e), Noorman (54e), Altink (61e), Brekelmans (65e), Visser 2 (71e, 79e) Transformation(s) : McBride 8 (10e, 21e, 29e, 40e, 43e, 47e, 62e, 71e) |                   | Essai(s) : Zeszutek 2 (34e, 73e), Charlat (58e), Rokicki (80e) Transformation(s) : Nowicki 2 (34e, 73e) Pénalité(s) : Nowicki 2 (3e, 16e) | NRCA Stadium, Amsterdam 4 000 spectateurs Arbitre : Ludovic Cayre |
| 3 mars 2018 | |                   | | NRCA Stadium, Amsterdam 4 000 spectateurs Arbitre : Ludovic Cayre |

| 10 mars 2018 | Moldavie                                 | 10 - 29 (5 - 10) | Portugal | Complexul Sportiv Raional, Orhei Arbitre : Shota Tevzadze |
| 10 mars 2018 | Essai(s) : Gheorghies (20e), Colev (66e) |                  | Essai(s) : Guedes (25e), Cardoso Pinto 2 (54e, 63e), Freudenthal (79e) Transformation(s) : Guedes 3 (26e, 55e, 80e) Pénalité(s) : Guedes (23e) | Complexul Sportiv Raional, Orhei Arbitre : Shota Tevzadze |
| 10 mars 2018 |                                          |                  | | Complexul Sportiv Raional, Orhei Arbitre : Shota Tevzadze |

| 10 mars 2018 | République tchèque                                                                                       | 17 - 13 (7 - 3) | Suisse                                                                                      | Marketa Stadium, Prague 800 spectateurs Arbitre : Vlad Iordăchescu |
| 10 mars 2018 | Essai(s) : Hošek (6e), Kutil (47e) Transformation(s) : Cimprich 2 (8e, 49e) Pénalité(s) : Cimprich (58e) |                 | Essai(s) : Voegtli (60e) Transformation(s) : Perrod (62e) Pénalité(s) : Perrod 2 (20e, 66e) | Marketa Stadium, Prague 800 spectateurs Arbitre : Vlad Iordăchescu |
| 10 mars 2018 | |                 |                                                                                             | Marketa Stadium, Prague 800 spectateurs Arbitre : Vlad Iordăchescu |

| 17 mars 2018 | Suisse | 30 - 24 (12 - 24) | Pologne | Centre sportif des Cherpines, Plan-les-Ouates 800 spectateurs Arbitre : Andrea Piardi |
| 17 mars 2018 | Essai(s) : Voegtli (27e), Perruisset (38e), Kavanagh (60e), Porret (69e) Transformation(s) : Perrod 2 (28e, 70e) Pénalité(s) : Perrod 2 (50e, 65e) |                   | Essai(s) : Zeszutek (9e), Kornath (18e), Banaszek (24e) Transformation(s) : Banaszek 3 (10e, 18e, 25e) Pénalité(s) : Banaszek (31e) | Centre sportif des Cherpines, Plan-les-Ouates 800 spectateurs Arbitre : Andrea Piardi |
| 17 mars 2018 | |                   | | Centre sportif des Cherpines, Plan-les-Ouates 800 spectateurs Arbitre : Andrea Piardi |

| 17 mars 2018 | Pays-Bas                                                                                              | 27 - 10 (17 - 0) | République tchèque                                                                        | NRCA Stadium, Amsterdam 2 500 spectateurs Arbitre : Maxim Burlet |
| 17 mars 2018 | Essai(s) : Gascoigne 2 (5e, 31e), Visser 2 (16e, 55e), Moenen (79e) Transformation(s) : McBride (17e) |                  | Essai(s) : Havlíček (49e) Transformation(s) : Pantůček (50e) Pénalité(s) : Cimprich (42e) | NRCA Stadium, Amsterdam 2 500 spectateurs Arbitre : Maxim Burlet |
| 17 mars 2018 | |                  |                                                                                           | NRCA Stadium, Amsterdam 2 500 spectateurs Arbitre : Maxim Burlet |

| 24 mars 2018 | Pologne | 25 - 27 (13 - 10) | Portugal | Stade municipal de Łódź, Łódź 600 spectateurs Arbitre : Dan Jones |
| 24 mars 2018 | Essai(s) : Płonka (6e), Rajewski 2 (42e, 47e) Transformation(s) : Banaszek 2 (6e, 47e) Pénalité(s) : Banaszek 2 (28e, 31e) |                   | Essai(s) : Santos (23e), Queiros (52e), Appleton (73e), Freudenthal (80e) Transformation(s) : Rodrigues (23e), Guedes (74e) Pénalité(s) : Rodrigues (18e) | Stade municipal de Łódź, Łódź 600 spectateurs Arbitre : Dan Jones |
| 24 mars 2018 | |                   | | Stade municipal de Łódź, Łódź 600 spectateurs Arbitre : Dan Jones |

| 21 avril 2018 | République tchèque | 35 - 21 (6 - 7) | Moldavie                                                                                       | Marketa Stadium, Prague 600 spectateurs Arbitre : Finlay Brown |
| 21 avril 2018 | Essai(s) : Žalud 2 (44e, 73e), Pantůček 2 (53e, 79e) Transformation(s) : Pantůček 3 (45e, 54e, 75e) Pénalité(s) : Pantůček 3 (20e, 26e, 52e) |                 | Essai(s) : Morosanu (23e), Diacon (58e), Adam (63e) Transformation(s) : Adam 3 (24e, 58e, 63e) | Marketa Stadium, Prague 600 spectateurs Arbitre : Finlay Brown |
| 21 avril 2018 | |                 |                                                                                                | Marketa Stadium, Prague 600 spectateurs Arbitre : Finlay Brown |

## Conférence 1

### Conférence 1 Nord

#### Classement
| Rang | Pays        | J | V | N | D | Bo | Bd | Pm  | Pe  | Diff | Pts |
| ---- | ----------- | - | - | - | - | -- | -- | --- | --- | ---- | --- |
| 1    | Lituanie    | 4 | 4 | 0 | 0 | 2  | 0  | 127 | 78  | +49  | 19  |
| 2    | Ukraine (R) | 4 | 2 | 1 | 1 | 2  | 0  | 92  | 63  | +29  | 12  |
| 3    | Suède       | 4 | 2 | 0 | 2 | 1  | 0  | 92  | 109 | -17  | 9   |
| 4    | Hongrie (P) | 4 | 0 | 1 | 3 | 0  | 3  | 60  | 72  | -12  | 5   |
| 5    | Lettonie    | 4 | 1 | 0 | 3 | 0  | 0  | 72  | 121 | -49  | 4   |

|  | Vainqueur de la Conférence 1 Nord et barrage de promotion en Trophy (no 1). |
|  | Relégation en Conférence 2 (no 5).                                          |
|  | R : relégué en 2017 • P : promu en 2017                                     |

#### Résultats détaillés

##### Tableau des résultats
| Pays     | LET   | LIT   | HON   | UKR   | SUE   |
| -------- | ----- | ----- | ----- | ----- | ----- |
| Lettonie |       | 19-33 |       | 14-32 |       |
| Lituanie |       |       |       | 22-12 | 43-22 |
| Hongrie  | 6-12  | 25-29 |       |       |       |
| Ukraine  |       |       | 19-19 |       | 29-8  |
| Suède    | 50-27 |       | 12-10 |       |       |

|  | Victoire à domicile |  | Match nul |  | Défaite à domicile |

##### Détail des résultats
| 14 octobre 2017 | Suède                                                                    | 12 - 10 (5 - 10) | Hongrie                                                                           | Bollspelaren, Norrköping 650 spectateurs Arbitre : Philippe Lenne |
| 14 octobre 2017 | Essai(s) : Melander (5e), Milner (68e) Transformation(s) : Edwards (69e) |                  | Essai(s) : Zair (35e) Transformation(s) : Sacase (36e) Pénalité(s) : Sacase (10e) | Bollspelaren, Norrköping 650 spectateurs Arbitre : Philippe Lenne |
| 14 octobre 2017 |                                                                          |                  |                                                                                   | Bollspelaren, Norrköping 650 spectateurs Arbitre : Philippe Lenne |

| 21 octobre 2017 | Hongrie                           | 6 - 12 (6- 3) | Lettonie                                       | Frankarénában, Esztergom 300 spectateurs Arbitre : Tomáš Tuma |
| 21 octobre 2017 | Pénalité(s) : Sacase 2 (30e, 40e) |               | Pénalité(s) : Davidsons 4 (1re, 50e, 64e, 71e) | Frankarénában, Esztergom 300 spectateurs Arbitre : Tomáš Tuma |
| 21 octobre 2017 |                                   |               |                                                | Frankarénában, Esztergom 300 spectateurs Arbitre : Tomáš Tuma |

| 28 octobre 2017 | Ukraine | 29 - 8 (15 - 5) | Suède                                                 | Spartak Stadium, Odessa 1 500 spectateurs Arbitre : Ionuț Bodea |
| 28 octobre 2017 | Essai(s) : Tserkovniy 2 (27e, 58e)), Lytvynenko 2 (32e, 52e) Transformation(s) : Kosariev 2 (27e, 52e, 58e) Pénalité(s) : Kosariev (8e) |                 | Essai(s) : Arvidsson (14e) Pénalité(s) : Andreasson ? | Spartak Stadium, Odessa 1 500 spectateurs Arbitre : Ionuț Bodea |
| 28 octobre 2017 | |                 |                                                       | Spartak Stadium, Odessa 1 500 spectateurs Arbitre : Ionuț Bodea |

| 28 octobre 2017 | Lettonie                                                                                                   | 19 - 33 (16 - 14) | Lituanie | Zemgales Olimpiskais centrs, Jelgava 500 spectateurs Arbitre : Dan Maughan |
| 28 octobre 2017 | Essai(s) : Bajārs (38e) Transformation(s) : Davidsons (39e) Pénalité(s) : Davidsons 4 (10e, 19e, 26e, 45e) |                   | Essai(s) : Baguzis 3 (3e, 12e, 64e), Vaitkevicius 2 (47e, 74e) Transformation(s) : Vilimavicius 4 (4e, 13e, 49e, 75e) | Zemgales Olimpiskais centrs, Jelgava 500 spectateurs Arbitre : Dan Maughan |
| 28 octobre 2017 | |                   | | Zemgales Olimpiskais centrs, Jelgava 500 spectateurs Arbitre : Dan Maughan |

| 4 novembre 2017 | Lituanie | 22 - 12 (19 - 0) | Ukraine                                                                           | Miesto centrinis stadionas, Šiauliai 500 spectateurs Arbitre : Killian O'Brien |
| 4 novembre 2017 | Essai(s) : Marcisauskas (25e) Transformation(s) : Vilimavicius (27e) Pénalité(s) : Vilimavicius 5 (3e, 12e, 31e, 40e, 66e) |                  | Essai(s) : Kovalevskyi (42e), Berezanskyi (80e+4) Transformation(s) : Sivak (43e) | Miesto centrinis stadionas, Šiauliai 500 spectateurs Arbitre : Killian O'Brien |
| 4 novembre 2017 | |                  |                                                                                   | Miesto centrinis stadionas, Šiauliai 500 spectateurs Arbitre : Killian O'Brien |

| 21 avril 2018 | Hongrie | 25 - 29 (6 - 17) | Lituanie | Stade municipal de Nyíregyháza, Nyíregyháza 400 spectateurs Arbitre : Claudio Blessano |
| 21 avril 2018 | Essai(s) : Szabó (45e), Ducrocq 2 (51e, 79e) Transformation(s) : Collet 2 (45e, 51e) Pénalité(s) : Collet 2 (5e, 19e) |                  | Essai(s) : K. Krasauskas (7e), Baguzis (30e), Radzius 2 (34e, 48e), Zibolis (71e) Transformation(s) : Taujanskas (34e), Vilimavicius (71e) | Stade municipal de Nyíregyháza, Nyíregyháza 400 spectateurs Arbitre : Claudio Blessano |
| 21 avril 2018 | |                  | | Stade municipal de Nyíregyháza, Nyíregyháza 400 spectateurs Arbitre : Claudio Blessano |

| 28 avril 2018 | Lituanie | 43 - 22 (33 - 5) | Suède                                                                                                   | Telšiai Central Stadium, Telšiai 2 500 spectateurs Arbitre : Alex Bryzgalin |
| 28 avril 2018 | Essai(s) : Taujanskas (5e), Tamoliunas 2 (10e, 20e), Zibolis (32e), Radzius (35e), Bekeris (43e), Jankaitis (74e) Transformation(s) : Vilimavicius 4 (5e, 10e, 20e, 32e) |                  | Essai(s) : Bergvall (28e), Edwards (59e), Duffy (67e), Milner (70e) Transformation(s) : N. Murphy (67e) | Telšiai Central Stadium, Telšiai 2 500 spectateurs Arbitre : Alex Bryzgalin |
| 28 avril 2018 | |                  | | Telšiai Central Stadium, Telšiai 2 500 spectateurs Arbitre : Alex Bryzgalin |

| 28 avril 2018 | Ukraine                                                                                                | 19 - 19 (0 - 13) | Hongrie                                                                                              | Stade Yunist, Lviv 300 spectateurs Arbitre : Matteo Liperini |
| 28 avril 2018 | Essai(s) : Kirsanov (66e), Kulakivskyi (78e), Kosariev (79e) Transformation(s) : Kosariev 2 (78e, 79e) |                  | Essai(s) : Collet (35e) Transformation(s) : Sacase (35e) Pénalité(s) : Sacase 4 (28e, 40e, 46e, 49e) | Stade Yunist, Lviv 300 spectateurs Arbitre : Matteo Liperini |
| 28 avril 2018 | |                  | | Stade Yunist, Lviv 300 spectateurs Arbitre : Matteo Liperini |

| 5 mai 2018 | Lettonie                                                           | 14 - 32 (6 - 8) | Ukraine | Upesciema Stadium, Upesciema Arbitre : Hrvoje Bartolic |
| 5 mai 2018 | Essai(s) : Asejevs (51e) Pénalité(s) : Davidsons 3 (16e, 25e, 62e) |                 | Essai(s) : Kovalevskyi (35e), Radchuk (42e), Cherniachenko (57e), Kirsanov (66e) Transformation(s) : Kosariev 3 (43e, 58e, 67e) Pénalité(s) : Kosariev 2 (6e, 80e+4) | Upesciema Stadium, Upesciema Arbitre : Hrvoje Bartolic |
| 5 mai 2018 |                                                                    |                 | | Upesciema Stadium, Upesciema Arbitre : Hrvoje Bartolic |

| 12 mai 2018 | Suède | 50 - 27 (19 - 13) | Lettonie | Korsängens Rugby Arena, Enköping 500 spectateurs Arbitre : Yann Benoît |
| 12 mai 2018 | Essai(s) : Arvidsson 2 (13e, 42e), P. Murphy (24e), Milner (29e), Grillfors (48e), Nockmar (63e), N. Murphy (70e), Kalling-Smith (75e) Transformation(s) : C. Murphy 5 (25e, 31e, 43e, 64e, 76e) |                   | Essai(s) : Grieķis (40e), Aivars (58e), Bērtiņš (80e) Transformation(s) : Davidsons 3 (40e, 59e, 80e) Pénalité(s) : Davidsons 2 (20e, 28e) | Korsängens Rugby Arena, Enköping 500 spectateurs Arbitre : Yann Benoît |
| 12 mai 2018 | |                   | | Korsängens Rugby Arena, Enköping 500 spectateurs Arbitre : Yann Benoît |

### Conférence 1 Sud

#### Classement
| Rang | Pays                   | J | V | N | D | Bo | Bd | Pm  | Pe  | Diff | Pts |
| ---- | ---------------------- | - | - | - | - | -- | -- | --- | --- | ---- | --- |
| 1    | Malte                  | 4 | 4 | 0 | 0 | 3  | 0  | 221 | 48  | +173 | 20  |
| 2    | Croatie                | 4 | 2 | 1 | 1 | 1  | 0  | 85  | 97  | -12  | 11  |
| 3    | Israël                 | 4 | 2 | 0 | 2 | 1  | 1  | 105 | 86  | +19  | 10  |
| 4    | Bosnie-Herzégovine (P) | 4 | 1 | 0 | 3 | 0  | 0  | 54  | 140 | -86  | 4   |
| 5    | Andorre                | 4 | 0 | 1 | 3 | 0  | 2  | 60  | 154 | -94  | 4   |

|  | Vainqueur de la Conférence 1 Sud et barrage de promotion en Trophy (no 1). |
|  | Relégation en Conférence 2 (no 5).                                         |
|  | P : promu en 2017                                                          |

#### Résultats détaillés

##### Tableau des résultats
| Pays               | AND   | BOS  | CRO   | ISR   | MAL   |
| ------------------ | ----- | ---- | ----- | ----- | ----- |
| Andorre            |       |      | 18-18 | 22-27 |       |
| Bosnie-Herzégovine | 20-17 |      |       |       | 20-52 |
| Croatie            |       | 27-6 |       | 32-17 |       |
| Israël             |       | 44-8 |       |       | 17-24 |
| Malte              | 89-3  |      | 56-8  |       |       |

|  | Victoire à domicile |  | Match nul |  | Défaite à domicile |

##### Détail des résultats
| 21 octobre 2017 | Andorre | 22 - 27 (5 - 7) | Israël | Estadi Nacional, Andorre-la-Vieille 600 spectateurs Arbitre : Yann Benoit |
| 21 octobre 2017 | Essai(s) : Taurinya (26e), Correa (61e), Fité (79e) Transformation(s) : James 2 (62e, 80e) Pénalité(s) : James (75e) |                 | Essai(s) : Burden (6e), Bourlas (46e), Brosh (57e), Humphreys (76e) Transformation(s) : Abutbul 2 (7e, 77e) Pénalité(s) : Abutbul (44e) | Estadi Nacional, Andorre-la-Vieille 600 spectateurs Arbitre : Yann Benoit |
| 21 octobre 2017 | |                 | | Estadi Nacional, Andorre-la-Vieille 600 spectateurs Arbitre : Yann Benoit |

| 28 octobre 2017 | Bosnie-Herzégovine                                                                                         | 20 - 52 (8 - 40) | Malte | Stadion Kamberovića polje, Zenica Arbitre : Stepan Cekal |
| 28 octobre 2017 | Essai(s) : D. Kadić (17e), Oruć 2 (55e, 70e) Transformation(s) : Subasić (56e) Pénalité(s) : Subasić (32e) |                  | Essai(s) : Kirk 2 (20e, 51e), Quarendon (24e), de pénalité (30e), R. O'Brien (36e), Borg (39e), Dudman (40e+2), Watts (46e) Transformation(s) : Quarendon 4 (21e, 25e, 37e, 40e+3), Dudman (47e) | Stadion Kamberovića polje, Zenica Arbitre : Stepan Cekal |
| 28 octobre 2017 | |                  | | Stadion Kamberovića polje, Zenica Arbitre : Stepan Cekal |

| 28 octobre 2017 | Croatie | 32 - 17 (17 - 5) | Israël                                                                                 | Stadion Stari plac, Split |
| 28 octobre 2017 | Essai(s) : Altamirano (3e), Plazibat (14e), Lerotić (30e), Perić (59e), Jurišić (63e) Transformation(s) : Jurišić 2 (14e, 64e) Pénalité(s) : Jurišić (70e) |                  | Essai(s) : Bracha (23e), Matisis (50e), Aviram (68e) Transformation(s) : Abutbul (50e) | Stadion Stari plac, Split |
| 28 octobre 2017 | |                  |                                                                                        | Stadion Stari plac, Split |

| 4 novembre 2017 | Malte | 56 - 8 (30 - 8) | Croatie                                            | Hibernians Stadium, Paola 3 000 spectateurs Arbitre : François Bouzac |
| 4 novembre 2017 | Essai(s) : Dudman 2 (7e, 20e), T. Holloway 3 (23e, 60e, 64e), Watts (31e), Kirk (40e), Harvey (49e), J. O'Brien (70e) Transformation(s) : J. O'Brien 4 (40e+1, 61e, 65e, 71e) Pénalité(s) : J. O'Brien (2e) |                 | Essai(s) : Rudić (15e) Pénalité(s) : Pavlović (5e) | Hibernians Stadium, Paola 3 000 spectateurs Arbitre : François Bouzac |
| 4 novembre 2017 | |                 |                                                    | Hibernians Stadium, Paola 3 000 spectateurs Arbitre : François Bouzac |

| 11 novembre 2017 | Israël | 44 - 8 (32 - 8) | Bosnie-Herzégovine                               | Wingate Institute, Netanya 1 400 spectateurs Arbitre : John Catteau |
| 11 novembre 2017 | Essai(s) : Radashkovich (2e), Kakoun 2 (6e, 38e), Zindani (24e), Maguid (34e), Pryimak (47e), Abutbul (69e) Transformation(s) : Abutbul 3 (6e, 24e, 69e) Pénalité(s) : Abutbul (15e) |                 | Essai(s) : Oruč (8e) Pénalité(s) : Subasić (17e) | Wingate Institute, Netanya 1 400 spectateurs Arbitre : John Catteau |
| 11 novembre 2017 | |                 |                                                  | Wingate Institute, Netanya 1 400 spectateurs Arbitre : John Catteau |

| 17 mars 2018 | Israël                                                                                                 | 17 - 24 (7 - 14) | Malte | Wingate Institute, Netanya 500 spectateurs Arbitre : Jorge Mopeceres |
| 17 mars 2018 | Essai(s) : Abutbul 2 (40e, 65e) Transformation(s) : Abutbul 2 (40e+1, 65e) Pénalité(s) : Abutbul (48e) |                  | Essai(s) : Harvey (8e), Watts 2 (30e, 56e) Transformation(s) : J. O'Brien 3 (9e, 31e, 57e) Pénalité(s) : J. O'Brien (72e) | Wingate Institute, Netanya 500 spectateurs Arbitre : Jorge Mopeceres |
| 17 mars 2018 | |                  | | Wingate Institute, Netanya 500 spectateurs Arbitre : Jorge Mopeceres |

| 17 mars 2018 | Bosnie-Herzégovine                                            | 20 - 17 (0 - 10) | Andorre                                                                                             | Stadion Kamberovića polje, Zenica 500 spectateurs Arbitre : Cristian Serban |
| 17 mars 2018 | Essai(s) : S. Kadić 2 (44e, 80e), Suljić (46e), Subasić (56e) |                  | Essai(s) : Raya 2 (37e, 78e) Transformation(s) : Langeard 2 (37e, 79e) Pénalité(s) : Langeard (30e) | Stadion Kamberovića polje, Zenica 500 spectateurs Arbitre : Cristian Serban |
| 17 mars 2018 |                                                               |                  | | Stadion Kamberovića polje, Zenica 500 spectateurs Arbitre : Cristian Serban |

| 24 mars 2018 | Malte | 89 - 3 (26 - 3) | Andorre                        | Hibernians Stadium, Paola 1 500 spectateurs Arbitre : Mathew Razga |
| 24 mars 2018 | Essai(s) : Borg (1re), Apsee (11e), Holliday (33e), Cassar (39e), J. O'Brien 2 (43e, 76e), Kirk 2 (50e, 53e), Dalton 3 (52e, 55e, 59e), Watts (62e), Spiteri (67e), Dudman (69e), R. Holloway (74e) Transformation(s) : J. O'Brien 6 (12e, 34e, 40e, 51e, 54e, 77e), T. Holloway (75e) |                 | Pénalité(s) : Carrington (35e) | Hibernians Stadium, Paola 1 500 spectateurs Arbitre : Mathew Razga |
| 24 mars 2018 | |                 |                                | Hibernians Stadium, Paola 1 500 spectateurs Arbitre : Mathew Razga |

| 28 avril 2018 | Croatie | 27 - 6 (7 - 6) | Bosnie-Herzégovine                   | Stadion NŠC Stjepan Spajić, Zagreb 1 000 spectateurs Arbitre : Mark Patton |
| 28 avril 2018 | Essai(s) : Plazibat (18e, Vlašić (64e), Čorić (74e) Transformation(s) : Newton 3 (19e, 65e, 75e) Pénalité(s) : Newton 2 (45e, 61e) |                | Pénalité(s) : Vehabović 2 (14e, 28e) | Stadion NŠC Stjepan Spajić, Zagreb 1 000 spectateurs Arbitre : Mark Patton |
| 28 avril 2018 | |                |                                      | Stadion NŠC Stjepan Spajić, Zagreb 1 000 spectateurs Arbitre : Mark Patton |

| 5 mai 2018 | Andorre                                                                                              | 18 - 18 (10 - 10) | Croatie | Estadi Nacional, Andorre-la-Vieille 500 spectateurs Arbitre : Philippe Lenne |
| 5 mai 2018 | Essai(s) : Caussé (9e), Fité (45e) Transformation(s) : Jammes (10e) Pénalité(s) : Jammes 2 (2e, 69e) |                   | Essai(s) : Rudić (36e), Vlajčević (63e) Transformation(s) : Newton (37e) Pénalité(s) : Newton 2 (40e, 79e) | Estadi Nacional, Andorre-la-Vieille 500 spectateurs Arbitre : Philippe Lenne |
| 5 mai 2018 | |                   | | Estadi Nacional, Andorre-la-Vieille 500 spectateurs Arbitre : Philippe Lenne |

## Conférence 2

### Conférence 2 Nord

#### Classement
| Rang | Pays           | J | V | N | D | Bo | Bd | Pm  | Pe  | Diff | Pts |
| ---- | -------------- | - | - | - | - | -- | -- | --- | --- | ---- | --- |
| 1    | Luxembourg (R) | 4 | 4 | 0 | 0 | 2  | 0  | 162 | 24  | +138 | 19  |
| 2    | Danemark       | 4 | 3 | 0 | 1 | 2  | 0  | 211 | 45  | +166 | 14  |
| 3    | Finlande       | 4 | 2 | 0 | 2 | 1  | 0  | 107 | 120 | -13  | 9   |
| 4    | Norvège        | 4 | 1 | 0 | 3 | 1  | 1  | 83  | 90  | -7   | 6   |
| 5    | Estonie        | 4 | 0 | 0 | 4 | 0  | 0  | 31  | 315 | -284 | 0   |

|  | Vainqueur de la Conférence 2 Nord et promotion en Conférence 1 (no 1). |
|  | R : relégué en 2017                                                    |

#### Résultats détaillés

##### Tableau des résultats
| Pays       | DAN   | EST   | FIN   | LUX  | NOR   |
| ---------- | ----- | ----- | ----- | ---- | ----- |
| Danemark   |       | 127-5 |       | 3-18 |       |
| Estonie    |       |       | 10-77 |      | 16-47 |
| Finlande   | 10-57 |       |       |      | 15-8  |
| Luxembourg |       | 64-0  | 45-5  |      | 35-16 |
| Norvège    | 12-24 |       |       |      |       |

|  | Victoire à domicile |  | Match nul |  | Défaite à domicile |

##### Détail des résultats
| 14 octobre 2017 | Danemark                    | 3 - 18 (3 - 8) | Luxembourg | Atletikstadion, Odense 1 000 spectateurs Arbitre : Rami Aro |
| 14 octobre 2017 | Pénalité(s) : Bjerrum (31e) |                | Essai(s) : Dozin (35e), Browne (80e+2) Transformation(s) : Barès (80e+2) Pénalité(s) : Browne (40e+3), Barès (66e) | Atletikstadion, Odense 1 000 spectateurs Arbitre : Rami Aro |
| 14 octobre 2017 |                             |                | | Atletikstadion, Odense 1 000 spectateurs Arbitre : Rami Aro |

| 14 octobre 2017 | Finlande                                                                                                  | 15 - 8 (12 - 8) | Norvège                                              | Myllypuron urheilupuisto, Helsinki 250 spectateurs Arbitre : Alhambra Nievas |
| 14 octobre 2017 | Essai(s) : Takala (14e), Lahtivuori (38e) Transformation(s) : Viljanen (39e) Pénalité(s) : Viljanen (73e) |                 | Essai(s) : Buncle (21e) Pénalité(s) : Rodriguez (2e) | Myllypuron urheilupuisto, Helsinki 250 spectateurs Arbitre : Alhambra Nievas |
| 14 octobre 2017 | |                 |                                                      | Myllypuron urheilupuisto, Helsinki 250 spectateurs Arbitre : Alhambra Nievas |

| 28 octobre 2017 | Norvège                                                                  | 12 - 24 (12 - 19) | Danemark | Stade du Bislett, Oslo 1 500 spectateurs Arbitre : Joy Neville |
| 28 octobre 2017 | Essai(s) : Skovly (34e), Cadden (40e+2) Transformation(s) : Hunt (40e+3) |                   | Essai(s) : Dufke (13e), M. Jensen (21e), Melgaard 2 (38e, 41e) Transformation(s) : Melgaard (14e), Eyles (39e) | Stade du Bislett, Oslo 1 500 spectateurs Arbitre : Joy Neville |
| 28 octobre 2017 |                                                                          |                   | | Stade du Bislett, Oslo 1 500 spectateurs Arbitre : Joy Neville |

| 11 novembre 2017 | Luxembourg | 64 - 0 (38 - 0) | Estonie | Stade Josy-Barthel, Luxembourg 600 spectateurs Arbitre : Mike Hawkins |
| 11 novembre 2017 | Essai(s) : Barès 3 (2e, 14e, 71e), Vert (5e), Ketema 2 (20e, 60e), de pénalité (23e), Kimmel (40e), Kombia (58e), Bouobda Nzali (65e) Transformation(s) : Browne 7 (2e, 5e, 14e, 20e, 58e, 65e, 71e) |                 |         | Stade Josy-Barthel, Luxembourg 600 spectateurs Arbitre : Mike Hawkins |
| 11 novembre 2017 | |                 |         | Stade Josy-Barthel, Luxembourg 600 spectateurs Arbitre : Mike Hawkins |

| 14 avril 2018 | Luxembourg | 45 - 5 (24 - 0) | Finlande                | Stade Josy-Barthel, Luxembourg 1 300 spectateurs Arbitre : Gert Visser |
| 14 avril 2018 | Essai(s) : Timmermans 2 (6e, 68e), Barès (27e), Kimmel 2 (33e, 74e), Stone (64e) Transformation(s) : Browne 6 (7e, 28e, 34e, 65e, 69e, 75e) Pénalité(s) : Browne (18e) |                 | Essai(s) : Pääkkö (56e) | Stade Josy-Barthel, Luxembourg 1 300 spectateurs Arbitre : Gert Visser |
| 14 avril 2018 | |                 |                         | Stade Josy-Barthel, Luxembourg 1 300 spectateurs Arbitre : Gert Visser |

| 28 avril 2018 | Danemark | 127 - 5 (59 - 0) | Estonie                   | Atletikstadion, Odense 200 spectateurs Arbitre : Finlay Brown |
| 28 avril 2018 | Essai(s) : Mackeprang 2 (6e, 77e), Robertson 2 (11e, 38e), Deschamps 2 (16e, 80e+1), Mikkel 3 (20e, 22e, 48e), J. Jensen 2 (24e, 71e), Jørgensen (35e), Forlov (40e+1), Svinth Aagaard 2 (42e, 69e), Rasmussen (53e), Nielsen (56e), Håkonsson (64e), Melgaard (79e) Transformation(s) : Deschamps 16 (7e, 13e, 17e, 23e, 25e, 36e, 38e, 49e, 53e, 57e, 65e, 70e, 72e, 78e, 79e, 80e+1) |                  | Essai(s) : Veersalu (60e) | Atletikstadion, Odense 200 spectateurs Arbitre : Finlay Brown |
| 28 avril 2018 | |                  |                           | Atletikstadion, Odense 200 spectateurs Arbitre : Finlay Brown |

| 28 avril 2018 | Luxembourg | 35 - 16 (17 - 10) | Norvège                                                                                                 | Stade Josy-Barthel, Luxembourg 1 000 spectateurs Arbitre : Daniel Maughan |
| 28 avril 2018 | Essai(s) : Rezapour (4e), Barès (48e), Kremer (62e) Transformation(s) : Browne (49e) Pénalité(s) : Browne 6 (2e, 24e, 32e, 40e, 55e, 60e) |                   | Essai(s) : Fraser-Smith (27e) Transformation(s) : Moulton (28e) Pénalité(s) : Moulton 3 (38e, 45e, 51e) | Stade Josy-Barthel, Luxembourg 1 000 spectateurs Arbitre : Daniel Maughan |
| 28 avril 2018 | |                   | | Stade Josy-Barthel, Luxembourg 1 000 spectateurs Arbitre : Daniel Maughan |

| 12 mai 2018 | Finlande                                    | 10 - 57 (0 - 33) | Danemark | Myllypuron urheilupuisto, Helsinki 250 spectateurs Arbitre : Łukasz Jasiński |
| 12 mai 2018 | Essai(s) : Denholm (56e), Koskelainen (74e) |                  | Essai(s) : Robertson (4e), Dufke (10e), Bjerrum 2 (21e, 48e), Deschamps (29e), Melgaard 2 (37e, 50e), Robertson (59e), Håkonsson (62e) Transformation(s) : Deschamps 6 (4e, 10e, 21e, 37e, 48e, 50e) | Myllypuron urheilupuisto, Helsinki 250 spectateurs Arbitre : Łukasz Jasiński |
| 12 mai 2018 |                                             |                  | | Myllypuron urheilupuisto, Helsinki 250 spectateurs Arbitre : Łukasz Jasiński |

| 12 mai 2018 | Estonie                                                                            | 16 - 47 (6 - 21) | Norvège | Tartu Ülikooli staadion, Tartu 100 spectateurs Arbitre : Ramunas Grumbinas |
| 12 mai 2018 | Essai(s) : Ras. Toompere (64e), Voropajev (77e) Pénalité(s) : Wallace 2 (24e, 39e) |                  | Essai(s) : Ford 2 (3e, 78e), Botha (19e), Skovly (35e), Nygaard (42e), Larsen (57e), Kennedy (66e) Transformation(s) : Moulton 6 (4e, 19e, 36e, 43e, 58e, 80e) | Tartu Ülikooli staadion, Tartu 100 spectateurs Arbitre : Ramunas Grumbinas |
| 12 mai 2018 |                                                                                    |                  | | Tartu Ülikooli staadion, Tartu 100 spectateurs Arbitre : Ramunas Grumbinas |

| 9 juin 2018 | Estonie                         | 10 - 77 (10 - 34) | Finlande | Tartu Ülikooli staadion, Tartu 100 spectateurs Arbitre : Artur Kaptyukh |
| 9 juin 2018 | Essai(s) : Wallace 2 (12e, 39e) |                   | Essai(s) : Lahtivuori (8e), Hyytiäinen 3 (14e, 32e, 61e), Filtness (26e), Viljanen 2 (35e, 71e), Rochford (45e), Mäenpää (51e), Denholm (56e), Cleary (65e), Moilanen (79e) Transformation(s) : Viljanen 7 (8e, 14e, 35e, 45e, 51e, 56e, 65e) Pénalité(s) : Viljanen (23e) | Tartu Ülikooli staadion, Tartu 100 spectateurs Arbitre : Artur Kaptyukh |
| 9 juin 2018 |                                 |                   | | Tartu Ülikooli staadion, Tartu 100 spectateurs Arbitre : Artur Kaptyukh |

### Conférence 2 Sud

#### Classement
| Rang | Pays          | J | V | N | D | Bo | Bd | Pm  | Pe  | Diff | Pts |
| ---- | ------------- | - | - | - | - | -- | -- | --- | --- | ---- | --- |
| 1    | Chypre (R)    | 4 | 3 | 0 | 1 | 2  | 0  | 114 | 51  | +63  | 14  |
| 2    | Autriche      | 4 | 3 | 0 | 1 | 1  | 0  | 110 | 85  | +25  | 13  |
| 3    | Serbie        | 4 | 2 | 0 | 2 | 1  | 1  | 131 | 98  | +33  | 10  |
| 4    | Slovénie      | 4 | 2 | 0 | 2 | 0  | 1  | 82  | 75  | +7   | 9   |
| 5    | Slovaquie (P) | 4 | 0 | 0 | 4 | 0  | 0  | 45  | 173 | -128 | 0   |

|  | Vainqueur de la Conférence 2 Sud et promotion en Conférence 1 (no 1).       |
|  | Plus mauvais dernier de Conférence 2 et relégation en Développement (no 5). |
|  | R : relégué en 2017 • P : promu en 2017                                     |

#### Résultats détaillés

##### Tableau des résultats
| Pays      | AUT   | CHY   | SER   | SLO   | SLV   |
| --------- | ----- | ----- | ----- | ----- | ----- |
| Autriche  |       |       | 27-25 |       | 56-0  |
| Chypre    | 42-5  |       |       | 17-5  |       |
| Serbie    |       | 35-17 |       | 21-30 |       |
| Slovénie  | 18-22 |       |       |       | 29-15 |
| Slovaquie |       | 6-38  | 24-50 |       |       |

|  | Victoire à domicile |  | Match nul |  | Défaite à domicile |

##### Détail des résultats
| 21 octobre 2017 | Autriche | 27 - 25 (17 - 15) | Serbie | Wiener Sportclub-Platz, Vienne Arbitre : Csaba Priskin |
| 21 octobre 2017 | Essai(s) : Radomirov (1re), Preclik (14e), Dobner (52e) Transformation(s) : Morris 3 (2e, 14e, 52e) Pénalité(s) : Morris 2 (8e, 78e) |                   | Essai(s) : de pénalité (17e), Cvijanović 2 (40e+1, 80e+4) Transformation(s) : Sošić (80e+5) Pénalité(s) : Babić 2 (24e, 63e) | Wiener Sportclub-Platz, Vienne Arbitre : Csaba Priskin |
| 21 octobre 2017 | |                   | | Wiener Sportclub-Platz, Vienne Arbitre : Csaba Priskin |

| 28 octobre 2017 | Serbie                                                                                        | 21 - 30 (21 - 20) | Slovénie | Stadion Borca, Starčevo entre 400 et 500 spectateurs Arbitre : Lukasz Jasinski |
| 28 octobre 2017 | Essai(s) : Andrić (27e), Matijašević 2 (35e, 39e) Transformation(s) : Babić 3 (27e, 35e, 39e) |                   | Essai(s) : Sajevic 2 (3e, 13e), Sambol (21e), M. Skofic (48e) Transformation(s) : Penko 2 (4e, 48e) Pénalité(s) : Kavcić 2 (29e, 68e) | Stadion Borca, Starčevo entre 400 et 500 spectateurs Arbitre : Lukasz Jasinski |
| 28 octobre 2017 |                                                                                               |                   | | Stadion Borca, Starčevo entre 400 et 500 spectateurs Arbitre : Lukasz Jasinski |

| 4 novembre 2017 | Slovénie | 29 - 15 (18 - 7) | Slovaquie                                                                                        | ŽŠD Stadion, Ljubljana 600 spectateurs Arbitre : Hrvoje Bartolić |
| 4 novembre 2017 | Essai(s) : Delmas (6e), Šercer (30e), Penko (66e) Transformation(s) : Kavcić (6e) Pénalité(s) : Kavcić 4 (4e, 20e, 60e, 63e) |                  | Essai(s) : Varga (15e), Prochazka (55e) Transformation(s) : Puha (15e) Pénalité(s) : Walek (48e) | ŽŠD Stadion, Ljubljana 600 spectateurs Arbitre : Hrvoje Bartolić |
| 4 novembre 2017 | |                  |                                                                                                  | ŽŠD Stadion, Ljubljana 600 spectateurs Arbitre : Hrvoje Bartolić |

| 11 novembre 2017 | Chypre | 42 - 5 (21 - 0) | Autriche                  | Stade Stélios-Kyriakídis, Paphos 1 000 spectateurs Arbitre : Ariel Cabral |
| 11 novembre 2017 | Essai(s) : Holden 2 (6e, 50e), Frixou 2 (13e, 35e), Georgiou (44e), Gabrielides (46e) Transformation(s) : Holden 6 (7e, 14e, 35e, 45e, 47e, 51e) |                 | Essai(s) : Aslanyan (80e) | Stade Stélios-Kyriakídis, Paphos 1 000 spectateurs Arbitre : Ariel Cabral |
| 11 novembre 2017 | |                 |                           | Stade Stélios-Kyriakídis, Paphos 1 000 spectateurs Arbitre : Ariel Cabral |

| 25 novembre 2017 | Slovaquie                       | 6 - 38 (6 - 12) | Chypre | Štadión PFK, Piešťany 300 spectateurs Arbitre : Nicolas Vandecauter |
| 25 novembre 2017 | Pénalité(s) : Malý 2 (14e, 40e) |                 | Essai(s) : Joannou (3e), Marmaras (35e), Fell (46e), Georgiou 3 (67e, 70e, 78e) Transformation(s) : Fell 4 (36e, 68e, 71e, 79e) | Štadión PFK, Piešťany 300 spectateurs Arbitre : Nicolas Vandecauter |
| 25 novembre 2017 |                                 |                 | | Štadión PFK, Piešťany 300 spectateurs Arbitre : Nicolas Vandecauter |

| 24 mars 2018 | Autriche | 56 - 0 (26 - 0) | Slovaquie | Wiener Sportclub-Platz, Vienne Arbitre : Afonso Noguiera |
| 24 mars 2018 | Essai(s) : Morris (5e), Graf (38e), Radomirov (52e), Preclik 2 (55e, 65e), Reiseneder (70e), Pauser (79e) Transformation(s) : Navas 3 (6e, 39e, 71e) Pénalité(s) : Navas 5 (14e, 21e, 24e, 32e, 49e) |                 |           | Wiener Sportclub-Platz, Vienne Arbitre : Afonso Noguiera |
| 24 mars 2018 | |                 |           | Wiener Sportclub-Platz, Vienne Arbitre : Afonso Noguiera |

| 24 mars 2018 | Chypre                                                                                | 17 - 5 (5 - 0) | Slovénie                   | Stade Stélios-Kyriakídis, Paphos Arbitre : Tomáš Tuma |
| 24 mars 2018 | Essai(s) : Peters (36e), Antoniou (56e), Frixou (80e) Transformation(s) : Burns (80e) |                | Essai(s) : J. Skofic (61e) | Stade Stélios-Kyriakídis, Paphos Arbitre : Tomáš Tuma |
| 24 mars 2018 |                                                                                       |                |                            | Stade Stélios-Kyriakídis, Paphos Arbitre : Tomáš Tuma |

| 7 avril 2018 | Slovénie | 18 - 22 (3 - 8) | Autriche | ŽŠD Stadion, Ljubljana 225 spectateurs Arbitre : Nika Amashukeli |
| 7 avril 2018 | Essai(s) : Dobnikar (47e), Kadunc (76e) Transformation(s) : Kavcić (48e) Pénalité(s) : Kavcić 2 (40e+1, 67e) |                 | Essai(s) : Radomirov (31e), Schneider (50e), Morris (80e+3) Transformation(s) : Navas 2 (51e, 80e+4) Pénalité(s) : Navas (37e) | ŽŠD Stadion, Ljubljana 225 spectateurs Arbitre : Nika Amashukeli |
| 7 avril 2018 | |                 | | ŽŠD Stadion, Ljubljana 225 spectateurs Arbitre : Nika Amashukeli |

| 21 avril 2018 | Slovaquie | 24 - 50 (12 - 24) | Serbie | Štadión PFK, Piešťany 250 spectateurs Arbitre : David Sutherland |
| 21 avril 2018 | Essai(s) : Černohorský (15e), Němec (30e), Badura (75e), Múdrik (80e) Transformation(s) : Puha (31e), Juchelka (80e) |                   | Essai(s) : Nedeljokvić (5e), Dejanović 2 (11e, 40e), Milinkovović (24e), Preraojević (47e), Totić (59e), Avramović (70e), Simić (77e) Transformation(s) : Kapor 5 (12e, 25e, 48e, 60e, 78e) | Štadión PFK, Piešťany 250 spectateurs Arbitre : David Sutherland |
| 21 avril 2018 | |                   | | Štadión PFK, Piešťany 250 spectateurs Arbitre : David Sutherland |

| 28 avril 2018 | Serbie | 35 - 17 (25 - 5) | Chypre                                                                           | Makiš Stadium, Belgrade Arbitre : Pedro Mendes Silva |
| 28 avril 2018 | Essai(s) : Dejanović 3 (15e, 28e, 38e), Avramović (62e) Transformation(s) : Gvozdenović 2 (29e, 63e), Kapor (39e) Pénalité(s) : Gvozdenović (4e) Drop(s) : Kapor (5e), Gvozdenović (43e) |                  | Essai(s) : King (35e), Pavlides (44e), Fell (50e) Transformation(s) : Fell (45e) | Makiš Stadium, Belgrade Arbitre : Pedro Mendes Silva |
| 28 avril 2018 | |                  |                                                                                  | Makiš Stadium, Belgrade Arbitre : Pedro Mendes Silva |

## Développement

### Classement
| Rang | Pays        | J | V | N | D | Bo | Bd | Pm | Pe | Diff | Pts |
| ---- | ----------- | - | - | - | - | -- | -- | -- | -- | ---- | --- |
| 1    | Bulgarie    | 2 | 2 | 0 | 0 | 1  | 0  | 96 | 25 | +71  | 9   |
| 2    | Turquie (R) | 2 | 1 | 0 | 1 | 0  | 0  | 38 | 47 | -9   | 4   |
| 3    | Monténégro  | 2 | 0 | 0 | 2 | 0  | 1  | 8  | 70 | -62  | 1   |

|  | Promu en Conférence 2 (no 1). |
|  | R : relégué en 2017           |

### Détail des résultats
| 14 avril 2018 | Monténégro | 0 - 57 (0 - 22) | Bulgarie | Stadion kraj Bistrice, Nikšić 200 spectateurs Arbitre : Rami Aro |
| 14 avril 2018 |            | Essai(s) : Tsvetkov (20e), Ivanov 2 (23e, 50e), Kotsev 2 (38e, 65e), Nikolov 2 (56e, 70e), Gyumyushan (78e) Transformation(s) : Nikolov 7 (24e, 39e, 51e, 57e, 66e, 71e, 79e) Pénalité(s) : Nikolov (27e) |          | Stadion kraj Bistrice, Nikšić 200 spectateurs Arbitre : Rami Aro |
| 14 avril 2018 |            | |          | Stadion kraj Bistrice, Nikšić 200 spectateurs Arbitre : Rami Aro |

| 28 avril 2018 | Turquie                                                                                                 | 13 - 8 (3 - 0) | Monténégro                                         | Maltepe Hasan Polat Stadyumu, Istanbul 300 spectateurs Arbitre : Alexandru Ionescu |
| 28 avril 2018 | Essai(s) : Ertürk (50e) Transformation(s) : Danışmaz (51e) Pénalité(s) : Danışmaz (32e), Demircan (80e) |                | Essai(s) : Cavor (76e) Pénalité(s) : Popovic (54e) | Maltepe Hasan Polat Stadyumu, Istanbul 300 spectateurs Arbitre : Alexandru Ionescu |
| 28 avril 2018 | |                |                                                    | Maltepe Hasan Polat Stadyumu, Istanbul 300 spectateurs Arbitre : Alexandru Ionescu |

| 5 mai 2018 | Bulgarie | 39 - 25 (22 - 8) | Turquie | NSA Vasil Levski, Sofia 600 spectateurs Arbitre : Dejan Stiglic |
| 5 mai 2018 | Essai(s) : Parvanov (2e), Ivanov (17e, 28e), Borisov (47e), Georgiev (76e) Transformation(s) : Nikolov 4 (3e, 18e, 48e, 77e) Pénalité(s) : Nikolov 2 (8e, 57e) |                  | Essai(s) : Seydioğlu (31e), Kilercioğlu (52e), Kanaçlar (70e) Transformation(s) : Demircan (54e), Danışmaz (70e) Pénalité(s) : Demircan 2 (14e, 42e) | NSA Vasil Levski, Sofia 600 spectateurs Arbitre : Dejan Stiglic |
| 5 mai 2018 | |                  | | NSA Vasil Levski, Sofia 600 spectateurs Arbitre : Dejan Stiglic |

## Barrages

### Barrage Championship-Trophy
| 16 juin 2018 15:00 | Allemagne                                                                                         | 16 - 13 (3 - 6) | Portugal                                                                                         | Fritz-Grunebaum-Sportpark, Heidelberg 2 700 spectateurs Arbitre : Tom Foley |
| 16 juin 2018 15:00 | Essai(s) : Els (50e) Transformation(s) : Parkinson (50e) Pénalité(s) : Parkinson 3 (5e, 64e, 72e) |                 | Essai(s) : Villax (47e) Transformation(s) : Rodrigues (47e) Pénalité(s) : Rodrigues 2 (23e, 28e) | Fritz-Grunebaum-Sportpark, Heidelberg 2 700 spectateurs Arbitre : Tom Foley |
| 16 juin 2018 15:00 |                                                                                                   |                 |                                                                                                  | Fritz-Grunebaum-Sportpark, Heidelberg 2 700 spectateurs Arbitre : Tom Foley |

À la suite des événements cités dans la partie Championship, c'est la  Roumanie qui finit dernière du championnat.
Un nouveau match de barrage est donc organisé en novembre entre la Roumanie et le Portugal.
| 10 novembre 2018 14:00 | Roumanie | 36 - 6 (22 - 3) | Portugal                                            | Stadionul Lascăr Ghineț (Arena Zimbrilor), Baia Mare 3 000 spectateurs Arbitre : Ian Tempest |
| 10 novembre 2018 14:00 | Essai(s) : Dumitru 2 (5e, 8e), Melinte (16e), Fercu (35e), Gorcioaia (44e), Zaharia (60e) Transformation(s) : Melinte (9e), Plai 2 (45e, 61e) |                 | Pénalité(s) : Guedes (42e) Drop(s) : Abecasis (12e) | Stadionul Lascăr Ghineț (Arena Zimbrilor), Baia Mare 3 000 spectateurs Arbitre : Ian Tempest |
| 10 novembre 2018 14:00 | |                 |                                                     | Stadionul Lascăr Ghineț (Arena Zimbrilor), Baia Mare 3 000 spectateurs Arbitre : Ian Tempest |

### Barrage de promotion au Trophy
| 19 mai 2018 | Lituanie | 81 - 10 (45 - 5) | Malte                               | Miesto centrinis stadionas, Šiauliai 1 500 spectateurs Arbitre : Rémy Charleroy |
| 19 mai 2018 | Essai(s) : Lianzbergas 4 (3e, 10e, 37e, 48e), Jankaitis (15e), Krasauskas (25e), Bagužis 3 (27e, 45e, 73e), Zibolis (34e), K. Marcišauskas (52e), Urbonas (69e), Karbauskas (76e) Transformation(s) : K. Marcišauskas 6 (4e, 16e, 28e, 34e, 38e, 49e), Alasauskis 2 (53e, 77e) |                  | Essai(s) : Kirk (31e), Dudman (58e) | Miesto centrinis stadionas, Šiauliai 1 500 spectateurs Arbitre : Rémy Charleroy |
| 19 mai 2018 | |                  |                                     | Miesto centrinis stadionas, Šiauliai 1 500 spectateurs Arbitre : Rémy Charleroy |